# Manga Entertainment
Manga Entertainment – przedsiębiorstwo zajmujące się dystrybucją anime. Działa na terenie Wielkiej Brytanii i Irlandii.
Firma została założona w 1987 roku. W 2009 roku została przejęta przez Funimation.